# Jeanne de Bourbon (1465-1511)
Pour les articles homonymes, voir Jeanne de Bourbon.
 (juillet 2011).
Si vous disposez d'ouvrages ou d'articles de référence ou si vous connaissez des sites web de qualité traitant du thème abordé ici, merci de compléter l'article en donnant les références utiles à sa vérifiabilité et en les liant à la section « Notes et références ».
Jeanne de Bourbon dite « la Belle » est une princesse de la branche des Bourbons, comtesse d'Auvergne par son mariage avec Jean IV d'Auvergne, et née en 1465 et morte le 22 janvier 1511.

## Biographie
Elle est la fille de Jean VIII de Bourbon-Vendôme (1428-1478), comte de Vendôme et d'Isabelle de Beauvau, dame de La Roche-sur-Yon (1436-1475).
Elle épousa en 1487 son cousin au 5e degré Jean II de Bourbon (1426-1488) qui était de 40 ans son aîné. Ils eurent un fils, Louis de Clermont, né et mort en 1488.

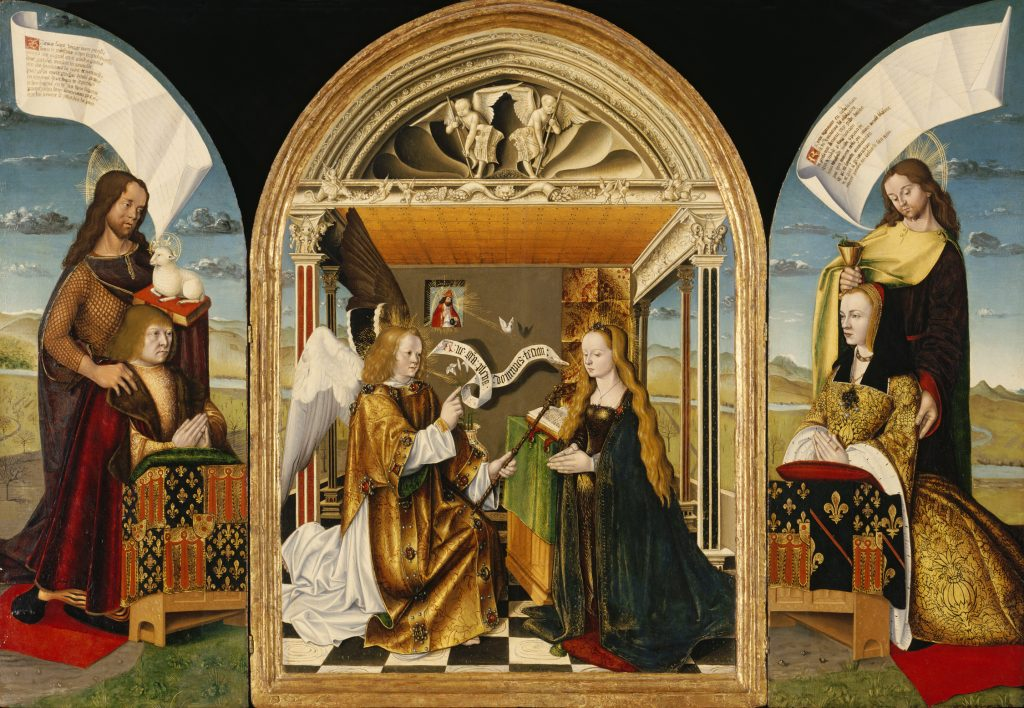
Triptyque de Vic-le-Comte. 1497. Jean IV d'Auvergne et Jeanne de Bourbon-Vendôme

En 1495, elle épousa Jean IV d'Auvergne, comte d'Auvergne (mort en 1501). Ils eurent deux filles :
- Anne d'Auvergne (1496-1524), qui épousa John Stuart d'Albany, fils d'Alexandre Stuart duc d'Albany et d'Anne de la Tour d'Auvergne (1458-1512), fille de Bertrand VI de La Tour d'Auvergne et de Louise de La Trémoille[1]
- Madeleine de La Tour d'Auvergne (1498-1519), qui épousa en 1518 Laurent II de Médicis, petit-fils de Laurent dit « le Magnifique ». Ils sont les parents de Catherine de Médicis, future reine de France (1519-1589).

Enfin, en 1503, elle épousa François de la Pause, baron de la Garde.
Elle décède le 22 janvier 1511.